# Hermann Käser
Hermann Käser (* 9. Oktober 1928) ist ein ehemaliger Schweizer Eishockeyspieler auf der Position des Stürmers.

## Karriere
Käser war von 1958 bis 1962 für den SC Bern aktiv. Während dieser Zeit gewann er mit dem Stadtberner Verein im Jahr 1959 unter Cheftrainer Ernst Wenger die Schweizer Meisterschaft.